# Distrito de Sunampe
El distrito de Sunampe es uno de los once distritos peruanos que forman la provincia de Chincha en el departamento de Ica, bajo la administración del Gobierno regional de Ica.
Desde el punto de vista jerárquico de la Iglesia católica forma parte de la diócesis de Ica.

## Historia
Como pueblo, Sunampe existió desde remotas épocas, atravesando todas las etapas de la historia del Perú; sin embargo, adquiere la categoría de distrito el 22 de diciembre de 1944, mediante Ley n.º 10098 dada en el gobierno del Presidente Manuel Prado Ugarteche.
Durante la guerra del Pacífico, fue un foco importante de la resistencia chinchana ante la invasión chilena.

## Geografía
Destaca por la gran cantidad de viñedos. En el mes de marzo se celebra la tradicional “Pisa de Uva”, dentro del marco de la "Vendimia de Chincha" ocasión en la que se elige también a la “señorita del festejo”. Su cachina o jugo de uva es conocida. Con ellos se elaboran los mostos, que más adelante se convertirán en vinos y piscos. Es el distrito vitivinícola por excelencia y el que más concentración de bodegas tiene. 
Su población es de 26.302 habitantes que con una tasa de crecimiento anual de 1.1% se asientan sobre una superficie de 16,76 km², la mayor parte sembrada con viñedos. Su altitud es de 64.00 m s. n. m.

## Autoridades

### Municipales
- 2023 - 2026[3]
  - Alcalde: JESÚS ROJAS VALERIO.

Alcaldes anteriores
- 2015 - 2018:[4] David Lorenzo Matias Atuncar, del Movimiento Regional Obras por la Modernidad (G).
- 2011 - 2014:[4] Carlos Alberto Grimaldi Moyano, del Movimiento Alianza Regional Independiente (ARI).
- 2007 - 2010: Félix Abraham Rojas De la Cruz.

## Festividades
- Señor de Cachuy
- Señor de los Milagros.
- Fiesta de Huaca Grande.
- Virgen de Guadalupe.
- Día de la Vendimia